# Bullbuster
Bullbuster  (ブルバスター Burubasutā?) es una franquicia multimedia japonesa. Se originó como un libro conceptual lanzado en noviembre de 2017, luego recibió una serie de novelas escritas por Hiroyuki Nakao e ilustradas por Eisaku Kubonouchi. Una serie de televisión de anime para la franquicia de NUT se emitirá en octubre de 2023.

## Personajes
Tetsurō Okino (沖野鉄郎 Okino Tetsurō?)
 Seiyū: Shōya Chiba
Arumi Nikaidō (二階堂アル美 Nikaidō Arumi?)
 Seiyū: Asami Seto
Kōji Tajima (田島鋼二 Tajima Kōji?)
 Seiyū: Shin-ichiro Miki
Miyuki Shirogane (白金みゆき Shirogane Miyuki?)
 Seiyū: Yūki Takada
Ginnosuke Mutō (武藤 銀之助 Mutō Ginnosuke?)
 Seiyū: Taiten Kusunoki
Kintarō Kataoka (片岡 金太郎 Kataoka Kintarō?)
 Seiyū: Ken Uo
Shūichi Namari (鉛 修一 Namari Shūichi?)
 Seiyū: Yuma Uchida

## Contenido de la obra

### Novela
La franquicia se originó como un libro conceptual lanzado en Comitia122 el 23 de noviembre de 2017 y luego en Comiket.
Una serie de novelas, escritas por Hiroyuki Nakao e ilustradas por Eisaku Kubonouchi, comenzaron a publicarse el 27 de diciembre de 2018. A partir de septiembre de 2019, se publicaron dos volúmenes.

### Anime
El 18 de noviembre de 2022 se anunció una serie de televisión de anime para la franquicia. Está programada para ser escrita y dirigida por Hiroyasu Aoki y producida por NUT, con Takahisa Katagiri adaptando los diseños originales de Kubonouchi para la animación, Junji Okubo como diseñador mecánico y Masahiro Tokuda componiendo la música. La serie se estrenará el 4 de octubre de 2023 en AT-X y otras redes. El tema de apertura, "Try-ry-ry", es interpretado por Noristry, mientras que el tema de cierre, "Ganbare to Sakebu tabi", es interpretado por Konomi Suzuki. Crunchyroll obtuvo la licencia de la serie fuera de Asia.